# Hearts of the World

Cartell de la pel·lícula

Hearts of the World és una pel·lícula muda de propaganda de la Primera Guerra Mundial escrita, produïda i dirigida per D.W. Griffith i protagonitzada per Lillian Gish i Dorothy Gish, entre d'altres. La pel·lícula va ser un contracte que el govern britànic va fer amb l'aleshores reputat director per tal de fer una pel·lícula que ajudés a canviar el sentiment de neutralitat que els nord-americans tenien de conflicte. Es va estrenar el 12 de març de 1918.

## Repartiment
- Lillian Gish (la noia, Marie Stephenson)
- Robert Harron (el noi, Douglas Gordon Hamilton)
- Dorothy Gish (la Petita Agitadora)
- Josephine Crowell (la mare)
- Kate Bruce (mare de Douglas)
- Jack Cosgrove (pare de Douglas)
- Adolph Lestina (l'avi)
- Ben Alexander (el germà petit del noi)
- Francis Marion (un altre germà del noi)
- Marion Emmons (un altre germà del noi)
- Robert Anderson (Monsieur Cuckoo)
- George Fawcett (fuster del poble)
- George Siegmann (Von Strohm)
- Mary Hay (ballarina)
- Erich von Stroheim (soldat alemany)

## Argument
En un petit poble francès Marie Stephenson s'enamora de Douglas Gordon Hamilton, el fill gran, de quatre, d'un artista americà. L'idil·li es veu amenaçat quan Marie veu com una cantant de carrer, la Petita Agitadora, s'abraça a Douglas, però ben aviat ell li fa veure que és a ella a qui estima i aviat s'acaben reconciliant.
La Petita Agitadora, finalment accepta les atencions de Monsieur Cuckoo, mentre que Douglas i Marie es comprometen en matrimoni. Amb l'esclat de la Primera Guerra Mundial, Douglas, Monsieur Cuckoo i el fuster del poble s'uneixen a l'exèrcit francès i mentre participen en una batalla que s'esdevé en un lloc proper al, els alemanys el bombardegen i ocupen el seu poble.
Després de les morts de la seva mare i el seu avi, Marie embogeix i vaga pel poble en ruïnes amb el seu vestit de núvia fins que troba a Douglas que jau ferit i inconscient a terra. Tot i que inicialment Marie el creu mort, aquest finalment es recupera a l'hospital de la Creu Roja i posteriorment s'infiltra a les línies alemanyes com a espia. Al poble, els alemanys maltracten brutalment la població, i la mare de Douglas finalment s'esfondra i mor. Douglas torna al poble i s'amaga a l'habitació de Marie, però és descobert per un sergent alemany, que informa de la seva presència al brutal i luxuriós von Strohm. Els alemanys estan a punt d'entrar a l'habitació quan els francesos reconquereixen el poble i rescaten Douglas i Marie.

## Producció
La pel·lícula es va rodar en escenaris europeus. D.W. Griffith partí cap a Anglaterra el 17 de març del 1917 després d'acceptar l'encàrrec de la Gran Bretanya de plasmar a la pantalla "una història autèntica de la Guerra Mundial". El càmera G. W. Bitzer i els actors Robert Harron, Dorothy Gish i Lillian Gish van arribar a Anglaterra el 8 de juny de 1917. Griffith va quedar-se a Europa fins a l'octubre de 1917 rodant escenes amb la col·laboració de l'oficina de guerra britànica i dels governs francès, belga i britànic. A Bitzer, degut a tenir ancestres alemanys, no se li va permetre entrar a França i el director va utilitzar un càmera de l'exèrcit. La pel·lícula, però, es va rodar majoritàriament a Hollywood en els estudis de Griffith al seu retorn. Tot i tenir un paper secundari, l'actuació de Dorothy Gish va cridar molt l'atenció( i gràcies a aquesta va aconseguir un contracte amb la Paramount. Algunes fonts han apuntat que “Hearts of the World” és un remake de “The Birth of a Nation” (1915) que el director va transposar a la Primera Guerra Mundial. Té el mateix ritme, les dues estan estructurades al voltant de les experiències de dues famílies americanes, les escenes de la batalla es troben a la part central de la pel·lícula, el Ku Kux Klan es substituït per la de la brigada de voluntaris francesos i, a més, aquests arriben just a temps de poder salvar Lillian Gish de ser violada per George Siegmann.